# هوتیای دم‌سیاه
هوتیای دم‌سیاه (نام علمی: Mesocapromys melanurus) نام یک گونه از سرده هوتیاهای میانه است.